# Jag och min syster
Jag och min syster (franska: Les Soeurs fâchées) är en fransk långfilm från 2004 i regi av Alexandra Leclère, med Isabelle Huppert, Catherine Frot, François Berléand och Brigitte Catillon i rollerna.

## Handling
Systrarna Martine och Louise är helt olika och en dag kommer den lantliga Martine på besök hos sin urbana syster i Paris.

## Rollista
| Isabelle Huppert  | – Martine Demouthy   |
| Catherine Frot    | – Louise Mollet      |
| François Berléand | – Pierre Demouthy    |
| Brigitte Catillon | – Sophie             |
| Michel Vuillermoz | – Richard            |
| Christiane Millet | – Géraldine          |
| Rose Thiéry       | – Fernanda, la bonne |
| Bruno Chiche      | – Charles            |